# Cathy McMorris Rodgers
Cathy McMorris Rodgers (Salem, 22 maggio 1969) è una politica statunitense, membro della Camera dei Rappresentanti per lo stato di Washington dal 2005 al 2025.

## Biografia
Il 5 agosto 2006 ha sposato il Colonnello della Marina Brian Rodgers, assumendone il cognome; nel 2007 la McMorris ha dato alla luce il suo primogenito, Cole McMorris Rodgers, a cui è stata presto diagnosticata la sindrome di Down. Nel 2010 ha annunciato di aspettare un'altra bambina, Grace.